# Folsomia coeruleogrisea
Folsomia coeruleogrisea är en urinsektsart som först beskrevs av Hammer 1938.  Folsomia coeruleogrisea ingår i släktet Folsomia, och familjen Isotomidae. Arten är reproducerande i Sverige.